# Banco San Marco
Il Banco San Marco è stato un istituto di credito italiano.
È un marchio del Banco BPM, dopo esserlo stato in precedenza dal 27 dicembre 2011 fino al 1º gennaio 2017 dell'ex Banco Popolare, che è presente nella città metropolitana di Venezia; è anche un'area con sede a Venezia della Direzione territoriale Banca Popolare di Verona, inclusa nell'omonima Divisione.

## Storia

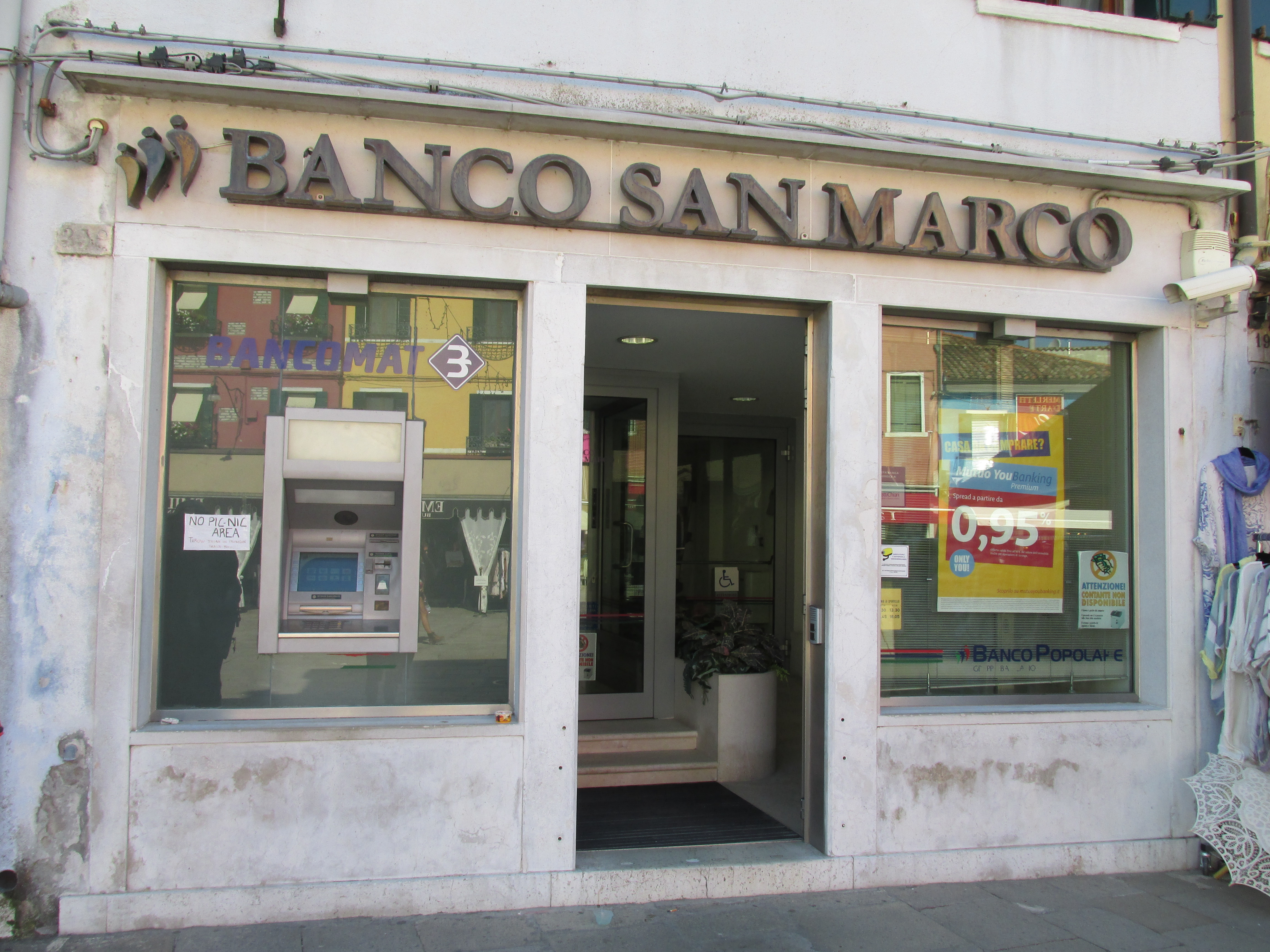
Banco San Marco, Burano.

Il banco fu fondato nel 1895 a Venezia su iniziativa del Comitato Diocesano dell'Opera dei Congressi.
Nel 1995 l'istituto viene inglobato nel Credito Bergamasco fino al 2003 quando il brand e le filiali situate nell'allora provincia di Venezia, vengono cedute alla capogruppo Banco Popolare di Verona e Novara che ricostituisce il Banco San Marco, anche con il trasferimento di tutte le altre filiali del gruppo presenti nell'ex provincia.
Dal 1º luglio 2007 al 27 dicembre 2011 è stato un brand della Banca Popolare di Verona - S. Geminiano e S. Prospero, quando in seguito alla sua fusione nella capogruppo Banco Popolare, diventa un marchio dell'ex gruppo bancario.
In seguito alla fusione tra il Banco Popolare e la Banca Popolare di Milano, è un marchio della rete commerciale del Banco BPM che contraddistingue le sue filiali poste a Venezia e nella sua città metropolitana.